# Pescopennataro
Pescopennataro – miejscowość i gmina we Włoszech, w regionie Molise, w prowincji Isernia.
Według danych na rok 2004 gminę zamieszkiwało 386 osób, 21,4 os./km².